# Gian Francesco Galeani Napione
 (janvier 2024).
La mise en forme du texte ne suit pas les recommandations de Wikipédia : il faut le « wikifier ».
Les points d'amélioration suivants sont les cas les plus fréquents. Le détail des points à revoir est peut-être précisé sur la page de discussion.
- Les titres sont pré-formatés par le logiciel. Ils ne sont ni en capitales, ni en gras.
- Le texte ne doit pas être écrit en capitales (les noms de famille non plus), ni en gras, ni en italique, ni en « petit »…
- Le gras n'est utilisé que pour surligner le titre de l'article dans l'introduction, une seule fois.
- L'italique est rarement utilisé : mots en langue étrangère, titres d'œuvres, noms de bateaux, etc.
- Les citations ne sont pas en italique mais en corps de texte normal. Elles sont entourées par des guillemets français : « et ».
- Les listes à puces sont à éviter, des paragraphes rédigés étant largement préférés. Les tableaux sont à réserver à la présentation de données structurées (résultats, etc.).
- Les appels de note de bas de page (petits chiffres en exposant, introduits par l'outil «  Source ») sont à placer entre la fin de phrase et le point final[comme ça].
- Les liens internes (vers d'autres articles de Wikipédia) sont à choisir avec parcimonie. Créez des liens vers des articles approfondissant le sujet. Les termes génériques sans rapport avec le sujet sont à éviter, ainsi que les répétitions de liens vers un même terme.
- Les liens externes sont à placer uniquement dans une section « Liens externes », à la fin de l'article. Ces liens sont à choisir avec parcimonie suivant les règles définies. Si un lien sert de source à l'article, son insertion dans le texte est à faire par les notes de bas de page.
- La présentation des références doit suivre les conventions bibliographiques. Il est recommandé d'utiliser les modèles {{Ouvrage}}, {{Chapitre}}, {{Article}}, {{Lien web}} et/ou {{Bibliographie}}. Le mode d'édition visuel peut mettre en forme automatiquement les références.
- Insérer une infobox (cadre d'informations à droite) n'est pas obligatoire pour parachever la mise en page.

Pour une aide détaillée, merci de consulter Aide:Wikification.
Si vous pensez que ces points ont été résolus, vous pouvez retirer ce bandeau et améliorer la mise en forme d'un autre article.
Gian Francesco Galeani Napione (né le 1er novembre 1748 à Turin, dans le royaume de Sardaigne et mort le 12 juin 1830 dans la même ville) est un écrivain et homme d'État italien.

## Biographie
Gian Francesco Galeani Napione naquit à Turin le 1er novembre 1748, de Valérien, sénateur du Piémont, et de Madeleine de Maistre, tante de Joseph de Maistre. Sa famille, originaire de Pignerol, servit toujours avec honneur et sans s’enrichir la maison de Savoie. Napione, d’un naturel sérieux et prenant peu de part aux jeux de l’enfance, montra dès ses premières années une application suivie et un amour de l’étude qui annonçaient dès lors ce qu’il serait un jour, espérances qu’il justifia depuis si brillamment. Pour obéir à ses parents et suivre l’usage du pays, il fit son cours de droit à l’université de Turin, quoique son goût fût tout à fait contraire à la jurisprudence ; aussi publia-t-il avant son doctorat un poème sur la mort de Cléopâtre. Ayant perdu son père fort jeune, les soins d’une famille peu favorisée par la fortune ne ralentirent pas son ardeur pour la science. Il fit lui-même son éducation, consacrant plusieurs années à l’étude des langues, de la philosophie, de l’histoire, du droit de la nature et des gens, de l’économie politique, de la diplomatie, du droit ecclésiastique et des beaux-arts. Les premiers ouvrages qu’il publia, Ragionamento sulla durata dei regno dei re di Roma et Saggio sull’arte storica, donnèrent la mesure de son talent et de ses profondes connaissances. Les sciences et les lettres ne suffisaient pas au comte Napione, voulant servir plus utilement son pays, il entra en 1776 dans l’administration des finances. Il fréquentait en même temps une société littéraire, formée depuis peu à Turin, où il connut Beccaria, Paciaudi, Alfieri, Durandi, Valperga di Caluso, et se lia d’amitié avec plusieurs d’entre eux. Il lut dans cette réunion les Elogii di Botero, dei Cronisti Piemontesi, e di Bandello, aussi remarquables par l’érudition que par le style, et son ouvrage si connu Dell’uso e dei pregi della lingua italiana, imprimé depuis pour la première fois en 1791 et qui eut plusieurs éditions. En 1782, il fut nommé intendant de la province de Suse ; il s’y montra administrateur habile par plusieurs mémoires sur l’entretien des routes, sur le dessèchement des marais, sur la conservation des bois, sur la restauration de l’arc de triomphe d’Auguste, sur le diguement de la Doire, l’ouverture d’une route au travers des Alpes, de Briançon à Suse, devançant ainsi l’idée de celle du Montcenis. De l’intendance de Suse il passa en 1785 à celle de Saluces, et fut appelé en 1787 à Turin, avec la surintendance du cadastre des provinces faisant partie de l’ancien duché du Montferrat. Il fut chargé en même temps d’écrire l’histoire de la monétation de la maison de Savoie. L’Académie des sciences de Turin avait proposé en 1788 un prix sur la question suivante : « Quels sont les moyens de pourvoir à la subsistance des moulineurs sans ouvrage? » Le comte Napione, se prononçant pour l’exportation et la liberté absolue du commerce des soies, traita savamment la matière dans un mémoire qui, de l’avis de l’Académie, « aurait disputé le prix aux autres, si elle avait jugé convenable de couronner une dissertation contraire aux usages actuels sur l’exportation des cocons et de la soie grége. » Sans vouloir critiquer ce jugement, nous ferons remarquer la noble franchise et l’indépendance d’opinion du comte Napione, qui servait cependant avec sa loyauté ordinaire le gouvernement dont il osait désapprouver les principes publiquement et non sans risque. En 1791 et 1792, il fit un voyage en Italie, où sa réputation l’avait précédé ; il s’y lia avec plusieurs savants, et continua avec eux une correspondance fort intéressante. Le journal de son voyage prouve à quel point il portait l’esprit d’observation, son goût pour les beaux-arts, et sa juste et saine critique. Le comte Napione fut en 1796 nommé conseiller du roi et attaché aux archives royales, où il avait toujours désiré de pouvoir puiser les lumières que les précieux documents qu’elles renferment étaient à même de jeter sur ses études. Dans les circonstances les plus difficiles de cette dernière période de la monarchie, le gouvernement rechercha souvent avec fruit ses conseils éclairés. C’est à cette époque qu’il fut, contre son gré, appelé à la surintendance générale des finances, emploi fort important, qui avait dans ses attributions, outre le recouvrement et le maniement des deniers publics, toute l’administration des communes. II était difficile sans doute de rétablir le crédit épuisé par une guerre dont le Piémont avait été le théâtre, et dont le roi, bien plus que les alliés, avait supporté les frais. Cependant des mesures sages et prudentes commençaient à le ranimer ; mais, mal secondé par un gouvernement faible et par des collègues ineptes et envieux, le comte Napione donna sa démission, après avoir refusé de contresigner un édit qu’il signala comme dangereux et dont les malheureuses conséquences prouvèrent bientôt la justesse de son coup d’œil. Il se retira du ministère aussi pauvre qu’il y était entré. De 1798 à 1814, il vécut dans la retraite, uniquement occupé de sa famille et de ses études, qui formaient sa seule ressource. C’est alors qu’il traduisit les Tusculanes de Cicéron. L’empereur Napoléon, juste appréciateur de son mérite, lui fit offrir plusieurs emplois de haute administration ; il refusa constamment, déterminé par un sentiment de délicatesse peut-être exagéré, mais toujours louable. Il fut nommé membre de l’Académie des sciences de Turin, et ne crut pas devoir refuser la décoration de la Légion d’honneur, qu’il eut à ce titre. Ses longues et savantes recherches pour établir que Christophe Colomb était Piémontais et natif de Cuccaro, château du Montferrat, n’ont pas persuadé beaucoup de ses lecteurs ; mais elles prouvent, ainsi que ses autres écrits, à quel point il poussait l’amour de la patrie. En 1814, au retour de la maison de Savoie, il fut nommé surintendant des archives royales, emploi auquel la nature de ses études et ses nombreuses connaissances acquises paraissaient le désigner spécialement. Il eut aussi une part active à la direction de l’instruction publique et de l’université, où il fit créer deux chaires nouvelles, l’une de droit public, l’autre d’économie politique. On les a supprimées depuis, et cette mesure excita de vifs regrets. Si le comte Napione. avant d’être placé à la direction des archives, était consulté par le gouvernement en toute circonstance importante et difficile, il le fut à plus forte raison lorsque l’emploi qu’il remplissait si dignement le mit à même de profiter de la sage expérience des temps passés, et de connaître à fond l’administration du pays et toutes ses relations. La longue série de ses Mémoires politiques et administratifs, remarquables par une force de raisonnement et une clarté d’idées rares, formerait un cours aussi instructif qu’intéressant d’études politiques et d’histoire du Piémont, et même de l’Italie, qu’il ne séparait jamais dans sa pensée. Il continuait en même temps avec son activité ordinaire ses recherches scientifiques, et les Mémoires aussi variés que nombreux insérés dans le Recueil de l’académie des sciences de Turin, dont il fut plusieurs fois vice-président, prouvent l’étendue de ses connaissances et l’assiduité de son travail. Les principales académies et sociétés savantes d’Italie s’honorèrent de compter parmi leurs membres l’illustre auteur Dell’uso e dei pregi della lingua italiana, ouvrage dont l’intention, la conduite et le style donnèrent dès sa publication la mesure du génie du comte Napione. Il fut aussi nommé membre de l’Académie royale de Lisbonne et de la société historique de Francfort. Il mourut à Turin le 12 juin 1830, à 82 ans, à la suite d’une courte maladie, la seule qu’il eût éprouvée, jouissant d’une santé due autant à la vigueur de son tempérament qu’à son excessive sobriété. La vaste érudition, les notes et citations dont il savait enrichir ses ouvrages, étaient le fruit d’une heureuse mémoire, de beaucoup de réflexion et de l’habitude constante de prendre des notes sur tout ce qu’il lisait. Ce recueil, aussi varié qu’intéressant, commence en 1789 et continue jusqu’en 1824. Sa correspondance avec la plupart des hommes de lettres et des savants de l’Italie est fort étendue ; on aurait en la publiant une histoire littéraire de son époque, riche de notices peu connues et de sages réflexions. On a une Vie du comte Napione, publiée à Turin en 1836 par Lorenzo Martini, physiologiste distingué. L’Antologia di Firenze donna à l’époque de sa mort sa nécrologie ; Pier Alessandro Paravia écrivit, dans la Biografia degl’Italiani illustri, l’article Napione, qu’on trouve aussi, quoique fort inexact, dans la Biographie des contemporains.

## Œuvres
Ses principaux ouvrages imprimés sont :
- Ragionamento intorno al Saggio, sopra la durata del regno dei re di Roma del conte Algarotti, Turin, 1773, in-8° ;
- Saggio sopra l’arte storica, ibid., 1773, in-8° ;
- Dell’ uso, e dei pregi della lingua italiana, con un discorso attorno alle storie del Piemonte, ibid., 1791, 2 vol. in-8° ;
- Notizia dei principali scrittori d’arte militare italiani, ibid., 1803, in-8° ;
- Dissertazioni intorno alla patria di Cristoforo Colombo, ibid., 1805 et 1822, in-4° ;
- Dell’origine delle stampe, delle figure in legno ed in rame, ibid., 1805, in-4° ;
- Traduzione delle Tusculane di Cicerone, Florence, 1805, 2 vol. in-8° ;
- Discorso intorno alle antichità cristiane, ed agli scrittori di esse, ibid., 1805, in-8° ;
- Traduzione della Vita d’Agricola di Tacito, con un discorso intorno alla conquista della Britannia fatta dai Romani, ibid., 1806, in-8° ;
- Dell’origine dell’ordine di San Giovanni di Gerusalemme, Turin, 1809, in-4° ;
- Del primo scopritore della terra ferma, et dei più antichi storici che ne scrissero, ibid., 1809, in-4° ;
- Del vicendevole vantaggio, che la religione reca alle belle arti, et le belle arti alla religione, Florence, 1809, in-8° ;
- Ricerche storiche intorno ai terremoti antichi del Piemonte, Turin, 1810, in-4° ;
- Dissertazioni intorno al manoscritto De Imitatione Christi, detto il codice di Arona, ibid., 1810-1829, in-4° ;
- Esame critico del primo viaggio di Amerigo Vespucci al nuovo mondo, ibid., 1811, in-4°;
- Osservazioni intorno ad alcune monete antiche del Piemonte, ibid., 1813, in-4° ;
- Estratti d’opere di grido, Pise , 1816, 2 vol. in-8° ;
- Paragone tra la caduta dell’ impero romano, e gl’evenimenti del fine del secolo XVIII con aggiunte, Turin, 1817, in-4° ;
- Lettere al signor Francesco Benedetti, con osservazioni sopra il merito dell’Alfieri, Florence, 1818, in-8° ;
- I monumenti dell’architettura antica, con alcuni opuscoli concernenti alle belle arti figurative, Pise, 1820, 3 vol. in-4° ;
- Notizie storiche sulla milizia istituita dal Duca Emmanuele-Filiberto di Savoia, e sulla monetazione da esso ordinata, Turin, 1821, in-4° ;
- Dei Templari e dell’abolizione dell’ ordine loro, ibid., 1823, in-4° ;
- Discorso sopra la scienza militare di Egidio Colonna, ibid., 1824, in-4° ;
- Della iscrizione, e dei bassi rilievi dell’arco di Susa, ibid., 1824, in-4° ;
- Discorso intorno al alcune regole principali dell’arte critica, ibid., 1824, in-8° ;
- Lettere al signor Ennio Quirino Visconti intorno ad un sacrario gentilesco, ed altri vasi effigiati d’argento, Rome, 1825, in-8° ;
- Opuscoli di letteratura, e di belle arti, Pise, 1826, 2 vol. in-8° ;
- Vite ed elogii d’illustri Italiani, ibid., 1818, 3 vol. in-8° ;
- Notizia, ed illustrazione di una carta dell’ anno 1036, da cui risulta che Umberto I progenitore della real casa di Savoia era di sangue reale, Turin, 1827, in-4° ;
- Del regale della Zecca in Italia nei secoli X° et XI°, ibid., 1829, in-4° ;
- Studi sulla scienza di stato nel secolo XVI°, ibid., 1830, in-4° ;
- Notizia sulle antiche biblioteche della real casa di Savoia, ibid., 1831, in-4° ;
- Osservazione intorno alla discesa ed irruzione di Cimbri, ibid., 1837, in-4° ;
- Considerazioni intorno ail’ arte storica, ibid., 1839, in-4°, etc.

Plusieurs autres ouvrages du comte Napione existent sous la forme de lettres ou de mémoires, ou sont épars dans des recueils et des collections. On trouve dans sa Vie le catalogue complet de tous ses écrits, tant imprimés qu’inédits; parmi ces derniers, dont le nombre dépasse deux cents, se trouve la série de Mémoires politiques et d’administration dont nous avons parlé. La seule nomenclature de ses ouvrages suffirait pour donner la mesure de son immense érudition et de ses connaissances aussi variées que profondes.

## Sources
- « Napione de Cocconato (le comte Jean-François Galeani) », dans Louis-Gabriel Michaud, Biographie universelle ancienne et moderne : histoire par ordre alphabétique de la vie publique et privée de tous les hommes avec la collaboration de plus de 300 savants et littérateurs français ou étrangers, 2e édition, 1843-1865 [détail de l’édition]